# Conquête de l'île d'Elbe
Pour les articles homonymes, voir Brassard (homonymie).
Campagne d'Italie, 
Seconde Guerre mondiale
Batailles
Invasion de la Sicile
- Lampedusa
- Corkscrew
- Mincemeat
- Barclay
- Animals
- Chestnut
- Narcissus
- Fustian
- Ladbroke
- Gela
- Troina
- Centuripe

Invasion de l'Italie
- Baytown
- Avalanche
- Rome
- Slapstick
- Armistice de Cassibile
- Achse
- Naples
- Bombardement du Vatican
- Ligne Volturno
- Libération de la Corse
- Ligne Barbara
- Bombardement de Bari

Ligne Gustave
- Ligne Bernhardt
- Raincoat
- San Pietro Infine
- Rivière Moro
- Ortona
- Rivière Rapido
- Monte Cassino
- Shingle
- Cisterna
- Diadem
- Strangle
- Ligne Trasimene
- Libération de Rome
- Ancône
- Brassard

Ligne gothique
- Rimini
- Saint-Marin
- Gemmano
- Montecieco
- Monte Castello
- Garfagnana

Offensive du printemps 1945
- Tombola
- Bowler
- Roast
- Bologne
- Argenta Gap
- Herring
- Collecchio

Guerre civile italienne
La conquête de l’île d’Elbe, aussi appelée opération Brassard, est une opération de la Seconde Guerre mondiale entreprise par les Alliés (troupes françaises, appui aéronaval anglais et américain) au cours de la campagne d'Italie pour s'emparer de l'île d'Elbe du 17 au 19 juin 1944.

## Arrière-plan et contexte
Sous le commandement du général Harold Alexander le 15e groupe d'armées allié s'empara de Rome le 4 juin 1944, contraignant les 14e et 10e armées allemandes à se retirer en Italie du Nord. Ce succès fut suivi par la préparation du débarquement de Provence (opération Dragoon). C'est au 15e groupe d'armées qu'on demanda de fournir la majorité des troupes de débarquement. Cela réduisait la 5e armée américaine à cinq divisions. L'ensemble du 15e groupe d'armées ne comportait plus alors que 18 divisions et cette réduction des effectifs retardait les intentions d'Alexander d'atteindre la Ligne gothique, au nord de la péninsule italienne, en août 1944.
Une opération qu'on pouvait toujours réaliser était l'invasion de l'île d'Elbe (opération Brassard) ; elle avait été prévue à l'origine pour le 25 mai, en même temps que l'opération Diadem. Les débarquements avaient ensuite été reportés en raison du manque de soutien aérien et pour laisser aux troupes françaises qui manquaient d'expérience plus de temps pour s'entraîner. Les objectifs de l'invasion étaient d'empêcher les Allemands d'utiliser l'île comme un poste avancé et de permettre aux canons alliés d'interdire la circulation sur le canal de Piombino, détroit entre l'île d'Elbe et la Toscane. On ne sait pas si les Allemands avaient conscience des plans alliés, toujours est-il qu'Hitler « attachait une grande importance à rester le maître de l'île d'Elbe aussi longtemps que possible ». Le 12 juin le commandant allemand en Italie, le Feldmarschall Kesselring, fut informé que « l'île d'Elbe devait être défendue jusqu'au dernier homme et à la dernière cartouche ». Le 14 juin des renforts allemands partis de Pianosa commencèrent à arriver sur l'île. Cette décision de renforcer l'île d'Elbe n'était pas connue des Alliés qui croyaient que l'activité navale entre l'île et le continent était en fait une évacuation.

## Planification et ordre de bataille

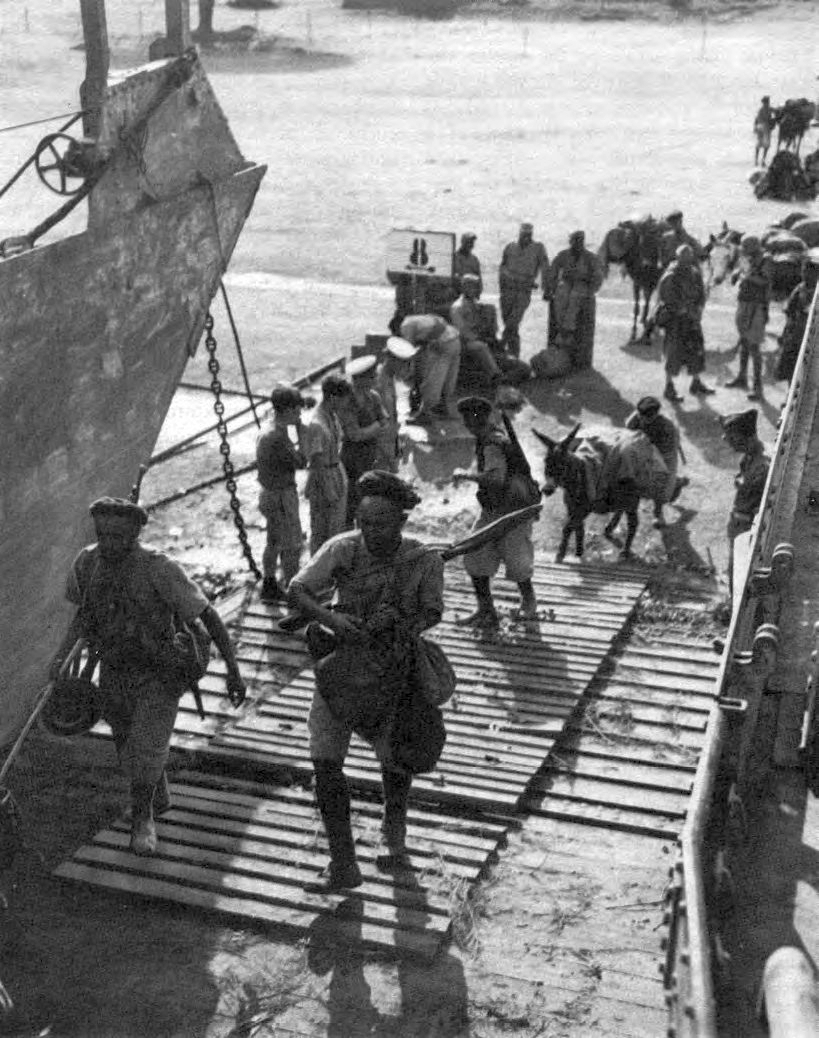
Goumiers marocains du 2e groupe de tabors embarquant dans un Landing Craft en Corse pour l'invasion de l'Ile d'Elbe.

Le commandant des forces navales pour l'opération était le contre-amiral Thomas Hope Troubridge de la Royal Navy. Il était à la tête de la Force N, qui serait responsable du débarquement de la division d'assaut. La division qui avait été choisie était la 9e division française d'infanterie coloniale, comprenant les 4e (Colonel Cariou) et 13e régiments de tirailleurs sénégalais (colonel Jean Chrétien). Elle est renforcée par le bataillon de choc, les commandos d'Afrique, le 2e groupe de tabors marocains et 200 mulets,. La faible profondeur des eaux interdisait d'employer de grands navires de transport. Le seul soutien de tir par l'artillerie navale devait être fourni par la force de débarquement « Hedgehogs » et deux canonnières légères, le HMS Aphis et le HMS Cockchafer.
La force navale devait comprendre trois groupes :
- Le groupe 1 était constitué de vedettes-torpilleurs et de torpilleurs légers. Ils devaient à l'origine opérer des diversions et le débarquement de commandos français sur la rive nord de l'île. Leur objectif devait être les batteries de canons qui s'y trouvaient[3].
- Le groupe 2 serait composé de cinq Landing Craft Infantry[5] et de huit embarcations légères chacune remorquant un Landing Craft Assault[5]. Leur objectif était quatre plages sur la côte sud[3].
- Le groupe 3 comprenait le plus gros de la force, dans neuf Landing Craft Infantry, quatre Landing Ship Tank, trois vedettes à moteur pour remorquer les Landing Craft Support (de taille moyenne). Les débarquements principaux devaient avoir lieu sur deux plages baptisées Kodak Amber et Kodak Green à 4 heures du matin. Ils seraient suivis à 4 heures et demie par 28 autres Landing Craft Infantry et, après l'aube, de 40 Landing Craft Tank, transportant l'équipement le plus lourd[3].

Dans ses dernières instructions avant le débarquement, l'amiral Troubridge disait s'attendre à ce que les batteries sur le rivage fussent réduites au silence par les bombardements aériens et les commandos. Il ajoutait que la garnison se composait d'environ 800 hommes parmi lesquels on comptait beaucoup de Polonais et d'autres non-Allemands : ils ne devraient guère opposer une grande résistance.

## Déroulement de la bataille
Dans la journée du 16 juin 1944, à 11 heures, les Commandos d'Afrique, à bord de LCI et LCT appareillent vers leur objectif, l'île d'Elbe. Après un débarquement très tôt dans la matinée du 17 juin 1944, l'île est rapidement conquise et les troupes allemandes demandent l'autorisation d'évacuation le 19 juin 1944.
La garnison allemande est attaquée et vaincue par les troupes françaises du général de Lattre de Tassigny venues de Bastia comprenant la presque totalité des effectifs de la 9e division d'infanterie coloniale, des Tabors marocains, des tirailleurs sénégalais et un groupe de commandos s'y illustrèrent. Les combats entre les troupes sénégalaises et les troupes allemandes furent durs et l'infanterie coloniale française (13e RTS) utilisa des lance-flammes pour déloger les combattants allemands.
Certains militaires se livrèrent à des exactions sur les habitants. Selon des rapports rédigés par les carabiniers italiens, les troupes françaises se livrèrent à des viols (191 recensés), des pillages et tuèrent 11 habitants civils de l’île. Les Italiens appellent ces événements les « Marocchinate » en référence au fait que le plus gros des troupes était d’origine marocaine, même si celles-ci étaient encadrées par des sous-officiers et officiers français, dont une bonne partie issus de Corse.